# SimCity 2000
SimCity 2000 é um videogame de simulação sobre construção de cidade desenvolvido em conjunto por Will Wright e Fred Haslam, da Maxis. É o sucessor do SimCity Classic e foi lançado para computadores da Apple Macintosh em 1993, após o qual foi lançado em outras plataformas nos anos seguintes, como os consoles de jogos Sega Saturn e SNES em 1995 e o PlayStation em 1996.
O SimCity 2000 é reproduzido de uma perspectiva isométrica, em oposição ao título anterior, que foi reproduzido de uma perspectiva de cima para baixo. O objetivo do jogo é criar uma cidade, desenvolver áreas residenciais e industriais, construir infraestrutura e arrecadar impostos para o desenvolvimento da cidade. Importância é colocada em aumentar o padrão de vida da população, mantendo um equilíbrio entre os diferentes setores, e acompanhamento da situação ambiental da região para evitar a liquidação de declínio e indo à falência, como um extremo défice leva um game over. 
O SimCity 2000 foi elogiado pela crítica por seus gráficos vibrantes e detalhados, menu de controle aprimorado, jogabilidade e música sendo até então considerado um dos melhores jogos de todos os tempos. Um total aproximado de 4,23 milhões de cópias do SimCity 2000 foi vendido, principalmente nos Estados Unidos, Europa e Japão. Embora seu antecessor tenha sido pioneiro no gênero de videogames para construção de cidades, o SimCity 2000 se tornaria o modelo no qual os simuladores urbanos subsequentes seriam baseados ao longo da próxima década.

## Jogabilidade e produção
Com o sucesso inesperado do antecessor, combinado com a relativa falta de sucesso de outros títulos da franquia "Sim", motivaram o desenvolvimento de uma sequência. O SimCity 2000 foi considerado uma grande "atualização" do SimCity (1989) e tem uma visão mais "diométrica" quase isométrica (semelhante ao videogame A-Train publicado anteriormente pela própria Maxis). Ao invez de uma terra plana, a localidade onde o jogador irá construir uma cidade, poderia ter elevações e camadas subterrâneas onde os jogadores irão introduzir tubulações de água e metrôs.
Novos tipos de instalações incluem prisões, escolas, bibliotecas, museus, marinha, hospitais e arcologias. Ao contrário do antecessor neste os jogadores podem construir rodovias, garagem de ônibus, ferrovias, metrôs e áreas de zoneamento para portos marítimos e aeroportos. Há um total de nove tipos de usinas no SimCity 2000 essas novidades incluem a de: carvão, petróleo, gás natural, nuclear, turbinas eólicas , hidrelétricas (que só podem ser colocadas em cachoeira), energia solar e uma futurista que é praticamente uma fusão de uma usina que capta a energia do próprio sol por um satélite. A maioria dos tipos de usinas tem um período limitado e deve ser reconstruída periodicamente. Os jogadores podem construir rodovias para cidades vizinhas para aumentar o lucro das áreas comerciais e trazer ainda mais turistas.
Os controles de orçamento e finanças também são muito mais elaborados - as taxas de impostos podem ser definidas individualmente para zonas residenciais, comerciais e industriais. Realizar ordenanças da cidade e conectar-se a cidades vizinhas tornou-se possível. Os controles orçamentários são muito importantes para administrar a cidade com eficiência, para ajudar o público foram adicionados gráficos para edifícios em construção nas zonas residencial, comercial e industrial, bem como edifícios escuros que representam edifícios abandonados como resultado de uma deterioração urbana.
Outra nova adição no SimCity 2000 é a ferramenta de consulta. O uso desta ferramenta em uma zona revela informações como nome e tipo de estrutura, altitude e o 'valor do terreno'. Certos blocos também exibem informações adicionais; as usinas de energia, por exemplo, exibem a porcentagem de energia consumida quando consultadas, e as estradas consultadas exibem a quantidade de tráfego nesse bloco. Consultar uma biblioteca e selecionar "Ruminar" exibe um ensaio escrito por Neil Gaiman.
As notícias são apresentadas na forma de vários artigos de jornal pré-escritos com nomes que podem ser acessados imediatamente ou assinados anualmente. A opção do jornal fornece muitas histórias engraçadas e relevantes, como novas tecnologias, avisos sobre o envelhecimento das usinas, desastres recentes e pesquisas de opinião (destacando os problemas da cidade). O SimCity 2000 é o único jogo em toda a série a ter esse recurso (além da versão descontinuada para crianças, SimTown), embora as versões mais recentes tenham um marcador de notícias.
Embora não exista uma sequência de vitórias "verdadeira" no SimCity 2000 , o "êxodo" é um paralelo próximo. Um "êxodo" ocorre durante o ano de 2051 ou posterior, quando são construídas 300 ou mais Arcologias de Lançamento; em janeiro seguinte, cada um deles "decola" para o espaço, para que seus habitantes possam formar novas civilizações em mundos distantes. Isso reduz a população da cidade para aqueles que não vivem nas arcologias, mas também abre amplas áreas para reconstrução e devolve seu custo de construção para o jogador. Isso está relacionado ao evento no SimEarth, onde todas as cidades são movidas para cúpulas movidas a foguetes que depois partem para "fundar novos mundos" (sem deixar vida senciente para trás).
O jogo também incluiu vários cenários jogáveis, nos quais o jogador deve lidar com um desastre (na maioria, mas não em todos os cenários) e reconstruir a cidade para atender a um conjunto de condições de vitória. Estes foram baseados em versões de cidades da vida real, e alguns foram baseados em eventos reais, como a tempestade de Oakland em 1991, o furacão Hugo de 1989 em Charleston na Carolina do Sul, o dilúvio de 1993 na cidade de Davenport, em Iowa ou lidando com o a recessão econômica da década de 1970 em Flint no Michigan - mas também incluiu outras mais fantasiosas, como um monstro parecido com o Godzilla que destrói Hollywood em 2001. Ao decorrer das atualizações outros cenários foram adicionados como o SimCity Urban Renewal Kit (SCURK) onde incluíram um colapso nuclear em Manhattan no ano 2007.

## Expansão
SimCity Urban Renewal Kit (SCURK)
Essa expansão permite aos jogadores criar seus próprios edifícios e colocá-los no SimCity 2000, também foram adicionados uma nova cidade e a ferramenta de sandbox. Alguns designers que a comunidade criou foram adicionados no SimCity 3000.

## Edições especiais
O SimCity 2000 foi lançado em uma ampla variedade de plataformas e versões desde seu lançamento em 1993, desde portos de computadores pessoais e consoles de videogame até edições especiais:
SimCity 2000 Special Edition
Uma versão empacotada do SimCity 2000, SimCity 2000 Special Edition (também conhecida como CD Collection), foi lançada em 7 de fevereiro de 1995. para PCs com Microsoft Windows e DOS. Além de conter todas as expansões do jogo também apresentava o SimCity Urban Renewal Kit, músicas remixadas, novas cidades selecionadas pela Maxis em uma competição de 1994 e um pequeno documentário sobre o processo de produção dessa edição e do próprio videogame.
Em dezembro de 2014, a Electronic Arts ofereceu o SimCity 2000 Special Edition gratuitamente por tempo limitado não especificado. Ao contrário das versões originais do jogo, esta versão gratuita requer conectividade com os servidores da Electronic Arts para salvamentos e jogabilidade.
SimCity 2000 Network Edition
O SimCity 2000 Network Edition, também conhecido como "Gold Edition", foi lançado em 1996 apenas para os usuários que tem o Windows 32 bits. O jogo apresenta uma jogabilidade ligeiramente diferente no modo de rede, onde os prefeitos podem começar com mais dinheiro, mas precisam comprar terras antes de construí-las. Os jogadores (até 4) da Network Edition podem compartilhar recursos no jogo e competir ou cooperar com outras cidades.
Esta versão também possui uma interface de usuário renovada. Em vez de uma barra de ferramentas estática, os itens são acessados através de menus disponíveis à direita da tela, resultando em mais espaço de tela para a interface do SimCity, sem sacrificar a funcionalidade.

## Recepção
Nos Estados Unidos, o SimCity 2000 foi o nono jogo de computador mais vendido entre 1993 e 1999, vendendo 1,4 milhão de unidades. Em 1996, alcançou 500.000 de cópias vendidas. De acordo com a IGN, o SimCity 2000 foi o 20º jogo para computador mais vendido nos Estados Unidos durante o período de janeiro a novembro de 1998. Segundo a funcionária da Maxis; Lucy Bradshaw o SimCity 2000 alcançou vendas globais de 3,4 milhões de unidades em todas as plataformas em janeiro de 2002.

### Resposta Crítica
Computer Gaming World ' revisor e um autor de um livro sobre o primeiro SimCity , escreveu em 1994 que SimCity 2000 para Macintosh ofereceu 'uma abundância de novos desafios', fixo 'praticamente todas as críticas apontada para o jogo' no livro, e "é sem dúvida uma continuação superior ao antecessor". Ele concluiu que era "mais divertido que o SimCity original... É simplesmente irresistível". A revista mais tarde afirmou que as "melhorias em multimídia da versão em CD tornam o videogame mais acessível e agradável".
Em 1995, SimCity 2000 ganhou "Melhor videogame militar ou estratégia para computador em 1994" no Prêmio Origins.
Em 2015, a IGN o colocou na lista dos 100 Melhores videogames de todos os tempos Em agosto de 2016, SimCity 2000 13º colocado no Tempo do 50 Melhores jogos de vídeo lista de todos os tempos. Em agosto de 2016, SimCity 2000 13º colocado no Tempo do 50 Melhores jogos de vídeo lista de todos os tempos.

#### Versões  para console
A equipe da IGN criticou erroneamente a versão PlayStation por não ter suporte para mouse e disse que o jogo não se compara bem a outros títulos de simulação, mas mesmo assim o avaliou como "vale a pena" para os fãs do gênero.
A versão para gameboy foi recebida com avaliações mista da crítica mas positiva do público. onde fizeram críticas as limitações técnicas que a versão trás.

### Legado
Ao longo do tempo SimCity 2000 se tornaria o modelo no qual os simuladores urbanos seguintes seriam baseados ao longo da próxima década.
Em dezembro de 2012, o Museu de Arte Moderna de Manhattan adquiriu o SimCity 2000 para sua coleção permanente de videogames .Como um dos jogos mais complexos e mais longos da exposição, o jogo é apresentado como uma demonstração especialmente projetada.
Vários jogos foram lançados como spin-offs do SimCity 2000:
• SimHealth - Lançado em 1994, o jogo simulava as propostas de reforma da saúde do presidente Bill Clinton para os EUA  projetada para um público mas "de nicho" na melhor das hipóteses, este spin-off não alcançou grande popularidade entre os fãs.
• SimCopter - Um simulador de helicóptero arcade baseado nas cidades do SimCity 2000, o SimCopter foi publicado oficialmente em 1996. Ele tinha a capacidade de importar cidades do SimCity 2000 e permitir que o usuário pilotasse um helicóptero nelas e realizasse pequenas missões como resgatar pessoas ou expulsa-las da cidade e apagar incêndios.
• Streets of SimCity - Publicado em 1997, Streets of SimCity era um jogo de corrida baseado no mecanismo de SimCopter. Além das corridas, também apresentava missões de correio e combate veicular.